# Premio Pirandello
Il Premio Nazionale di Teatro Luigi Pirandello è un riconoscimento che viene assegnato con scadenza biennale a drammaturghi, studiosi, attori e registi che si sono distinti in campo teatrale.

## Storia
Il Premio Luigi Pirandello nasce a Palermo nel 1966, su impulso di Ferdinando Stagno d'Alcontres, a quel tempo presidente della Cassa centrale di risparmio Vittorio Emanuele per le province siciliane. Lo scopo dichiarato è di ricordare e celebrare l'opera del drammaturgo siciliano, traendo spunto dal centenario della sua nascita. Dal 1966, con cadenza biennale, il Pirandello è stato organizzato dalla banca Sicilcassa e poi dalla Fondazione Lauro Chiazzese della Sicilcassa, con il patrocinio della Presidenza della Repubblica. E infatti, proprio il Quirinale, per anni, è la sede in cui si svolge la cerimonia di premiazione. L'ultima edizione del suo primo "ciclo" è datata 1997, sotto la presidenza di Giovanni Macchia.
Negli anni, il premio è stato attribuito a drammaturghi e registi che hanno fatto grande il teatro italiano e internazionale: a ottenere il riconoscimento, infatti, nelle varie edizioni sono stati, fra gli altri nomi quali Vittorio Gassman, Ingmar Bergman, Eduardo De Filippo, Luca Ronconi, Giorgio Strehler, Dario Fo, Bernhard Minetti, Eugenio Barba, Harold Pinter, Tadeusz Kantor ed Elvio Porta.
Nel 2008, a distanza di undici anni dall'ultima edizione, la Fondazione Banco di Sicilia - oggi Fondazione Sicilia - già promotrice del Premio Mondello e del festival letterario Mondello Giovani) che ha inglobato la Fondazione Lauro Chiazzase -, acquisisce la titolarità del premio e rilancia il concorso, che ritorna in auge, con centinaia di opere presentate per le varie sezioni. Queste si suddividono in un "Premio nazionale di Teatro", un "Premio Internazionale", un premio per il "saggio critico-storico" e uno per il "saggio filologico" . 

La cerimonia di premiazione della diciannovesima edizione si è svolta a fine 2012, per celebrare, in questo modo, la figura di Pirandello in occasione del novantesimo anniversario della prima rappresentazione dell'Enrico IV, che andò in scena nel 1922 al Teatro Manzoni di Milano: "In questo modo - si legge nella motivazione - il Premio Pirandello vuole sottolineare la volontà di guardare alle nuove tendenze del teatro italiano e internazionale, valorizzando, al contempo, la tradizione e l'Opera pirandelliana".
La giuria del Premio Pirandello, presieduta da Gianni Puglisi, è attualmente composta da Giorgio Albertazzi, Paolo Bosisio, Pietro Carriglio, Michele Guardì, Paolo Mauri, Maurizio Scaparro ed Elisabetta Sgarbi (dal 2015
nella giuria anche Roberto Alajmo e Alessandro Preziosi).

## Vincitori
Il Premio nazionale è stato attribuito nelle seguenti edizioni a
- I     edizione 1966/67:  non assegnato
- II    edizione 1968/69: allo scrittore  Tommaso Landolfi per l'opera “Faust ‘67”. Segnalati gli scrittori Nello Saito per “I cattedratici” e Giuseppe Fava per “La violenza”
- III     edizione 1969/70: premio non assegnato
- IV   edizione 1970/71: premio non assegnato. Segnalati gli scrittori Luciano Codignola per “Bel Amì e il suo doppio”, Giuliano Scabia per “Commedia armoniosa del cielo e dell'inferno” e Nello Saito per “Copione (la violenza è finita)”
- V      edizione 1972/74: a Girolamo Blunda per la commedia “L'inglese ha visto la bifora”
- VI     edizione 1974/76: a Giorgio Celli per “Le tentazioni del Prof. Faust”
- VII   edizione 1976/78: a Elvio Porta per la commedia “L'opera de' muorte ‘e  famme”
- VIII    edizione 1978/80: premio non assegnato
- IX      edizione 1980/81: a Gian Piero Bona per l'opera “Le tigri”
- X       edizione 1982/83: a Renzo Rosso per la commedia “Gli illusionisti”
- XI      edizione 1984/85: a Vincenzo Consolo per la favola teatrale “Lunaria”
- XII     edizione 1985/86:  a Paolo Giuranna per “La ferita nascosta”
- XIII    edizione 1987/88: premio non assegnato
- XIV    edizione 1989/90: premio non assegnato
- XV     edizione 1991/92: a Michele Perriera per “Anticamera”
- XVI    edizione 1992/94 a Tonino Guerra per “A Pechino fa la neve”
- XVII   edizione 1994/97: a Paolo Puppa per “La collina di Euridice”
- XVIII  edizione 2007/2009: a Micaela Seganti e Cosimo Solazzo per “Wash therapy”
- XIX   edizione 2010/2012: a Emanuele Aldrovandi per “Felicità”
- XX edizione 2013/2015: a Antonella Pandini per “L'ascensore”[1]
- XXI edizione 2016/2017: all'attore e regista teatrale Toni Servillo

Il Premio per la saggistica  è stato attribuito nelle seguenti edizioni a
- IX   edizione 1980/81: a Giovanni Macchia per il saggio “Pirandello o la stanza della tortura”
- X     edizione 1982/83: a Ludovico Zorzi (alla memoria)
- XI   edizione 1984/85: a Fabrizio Cruciani per l'opera “Teatro del Rinascimento a Roma (1450-1550)”
- XII   edizione 1985/86:  ad Andrè Bouissy per la traduzione del teatro di Pirandello nella collana La Pleiade dell'editore Gallimard
- XIII   edizione 1987/88: a Roberto De Monticelli (alla memoria) per  “L'Attore”
- XIV edizione 1989/90: a Giorgio Melchiori per la monumentale edizione e traduzione, con commenti ed introduzioni critiche, di tutto il teatro di Shakespeare
- XV  edizione 1991/92 (due premi da 10 milioni di lire ciascuno): a Claudio Meldolesi e Ferdinando Taviani per “Teatro e Spettacolo nel primo Ottocento”, a Francesco Callari per “Pirandello e il Cinema”
- XVI edizione 1992/94: a Nicola Savarese per “Teatro e spettacolo tra oriente e occidente” ed ex aequo a Mirella Schino per “Il teatro di Eleonora Duse” e a Cristina Valenti per “Comici e artigiani”
- XVII edizione 1995/1997: premiati, nella sezione storico-critica, ex aequo a Giovanni Isgrò per “D'Annunzio e la mise en scène” e a Claudio Vicentini per “Pirandello. Il disagio del teatro”
- XVIII edizione 2007/2009: il “Premio per il saggio storico-critico” è andato al libro I maestri della ricerca teatrale. Il Living, Grotowski, Barba e Brook di Franco Perrelli, edito da Laterza, mentre il “Premio per il saggio filologico” è stato assegnato a Luigi Pirandello. Maschere nude. Opere teatrali in dialetto vol. IV (2007), a cura di Alessandro D'Amico e Alberto Varvaro, edito da Mondadori nella collana "I meridiani".
- XIX edizione 2010/2012: il “Premio per il saggio storico-critico” è andato al libro Pupi e attori ovvero l'Opera dei pupi a Catania (Bulzoni), di Bernadette Majorana, mentre il “Premio per il saggio filologico” è stato assegnato a Henrik Ibsen. Drammi moderni (Rizzoli), a cura di Roberto Alonge.
- XX edizione 2013/2015: il “Premio per il saggio storico-critico” è andato al libro L'effimero e l'eterno. L'esperienza teatrale di Gibellina di Valentina Garavaglia (Bulzoni);  il “Premio per il saggio filologico” è stato assegnato a Danza e Rinascimento. Cultura coreica e buone maniere nella società di corte del XV secolo (Ephemeria) di Alessandro Pontremoli.[1]

Il Premio internazionale è stato attribuito nelle seguenti edizioni a
- IV   edizione 1970/71:  al regista svedese Ingmar Bergman
- V    edizione 1972/74:   al regista Giorgio Strehler
- VI   edizione 1974/76:   a Eduardo De Filippo
- VII   edizione 1976/78:  al regista cecoslovacco Otomar Krejča
- VIII  edizione 1978/80:  al commediografo inglese Harold Pinter
- IX    edizione 1980/81:  al regista Luca Ronconi
- X     edizione 1982/83:  all'attore francese Jean Louis Barrault
- XI    edizione 1984/85:  a Vittorio Gassman
- XII    edizione 1985/86:  al regista polacco Andrzej Wajda
- XIII   edizione 1987/88:  al regista Orazio Costa Giovangigli
- XIV  edizione 1989/90  al polacco Tadeusz Kantor
- XV   edizione 1991/92:  a Dario Fo
- XVI  edizione 1992/94:  all'attore Bernhard Minetti
- XVII edizione 1995/97: al regista Eugenio Barba
- XVIII edizione 2007/2009: al regista Corrado d'Elia, mentre a Gianfranco De Bosio è andato il "Premio Internazionale - Targa d'oro".
- XIX edizione 2010/2012: al regista Alberto Oliva, mentre il "Premio Internazionale - Targa d'oro" è stato assegnato a Mario Missiroli.
- XX edizione 2013/2015: al regista Luca Micheletti, mentre il "Premio alla carriera" è andato a Roberto Herlitzka.[1]